# Acronicta falcula
Acronicta falcula (tên tiếng Anh: Corylus Dagger Moth) là một loài bướm đêm thuộc họ Noctuidae. Nó được tìm thấy ở miền nam New England tới miền nam Manitoba và Iowa. Ít khi thấy ở Wisconsin, Connecticut, đảo Rhode, New York và Michigan. Nó được ghi nhận hiếm thấy ở Ohio.
Sải cánh dài khoảng 42 mm. Có thể có hai lứa vào khoảng tháng 5 và tháng 7 đến tháng 8 trong dải phân bố của chúng.
Ấu trùng ăn lá của Corylus.